# Mathias Almgren
Mathias Almgren (ur. 1980) – szwedzki biegacz narciarski, trzykrotny medalista mistrzostw świata juniorów.

## Kariera
Po raz pierwszy na arenie międzynarodowej pojawił w lutym 1999 roku podczas mistrzostw świata juniorów w Saalfelden. Zdobył tam srebrne medale w sztafecie i biegu na 10 km techniką klasyczną, w którym uległ tylko Niemcowi Axelowi Teichmannowi. Na rozgrywanych rok później mistrzostwach świata juniorów w Szczyrbskim Jeziorze ponownie był drugi w sztafecie, jednak indywidualnie plasował się poza czołową trzydziestką. W Pucharze Świata zadebiutował 27 listopada 1999 roku w Kirunie, zajmując 75. miejsce w biegu na 10 km stylem klasycznym. Jeszcze parokrotnie startował w zawodach tego cyklu, najlepszym wynik osiągając 14 stycznia 2001 roku w Soldier Hollow, gdzie zajął 32. miejsce w sprincie stylem dowolnym. Nigdy nie zdobył punktów do klasyfikacji generalnej PŚ. Nigdy też nie wziął udziału mistrzostwach świata ani igrzyskach olimpijskich.

## Osiągnięcia

### Mistrzostwa świata juniorów
| Miejsce | Dzień       | Rok  | Miejscowość         | Konkurencja             | Wynik     | Strata   | Zwycięzca       |
| ------- | ----------- | ---- | ------------------- | ----------------------- | --------- | -------- | --------------- |
| 2.      | 3 lutego    | 1999 | Saalfelden          | 10 km stylem klasycznym | 25:32,7   | +41,6    | Axel Teichmann  |
| 2.      | 5 lutego    | 1999 | Saalfelden          | Sztafeta 4x10km         | 1:40:11,7 | +1:18,7  | Niemcy          |
| 6.      | 7 lutego    | 1999 | Saalfelden          | 30 km stylem dowolnym   | 1:33:18,9 | +33,5    | Jussi Ylimäki   |
| 33.     | 25 stycznia | 2000 | Szczyrbskie Jezioro | 10 km stylem dowolnym   | 25:37,8   | +3:04,6  | Ron Spanuth     |
| 2.      | 27 stycznia | 2000 | Szczyrbskie Jezioro | Sztafeta 4x10 km        | 1:46:58,7 | +2:54,6  | Rosja           |
| 43.     | 30 stycznia | 2000 | Szczyrbskie Jezioro | 30 km stylem klasycznym | 1:36:37,5 | +11:32,2 | René Reisshauer |

### Puchar Świata

#### Miejsca w klasyfikacji generalnej
- sezon 1999/2000: -
- sezon 2000/2001: -

#### Miejsca na podium w zawodach chronologicznie
Almgren nie stał na podium indywidualnych zawodów Pucharu Świata.